# バンビ (映画)
『バンビ』（原題：Bambi）は、ウォルト・ディズニー・カンパニーによるアニメーション映画。1942年8月13日公開のアメリカ映画。フェーリクス・ザルテンの『バンビ』を原作とする。上映時間72分。日本での公開は1951年5月18日。1955年に日本語吹替版が上映されている（世界各国の公開年については、シンプル英文版「Bambi」も参照）。

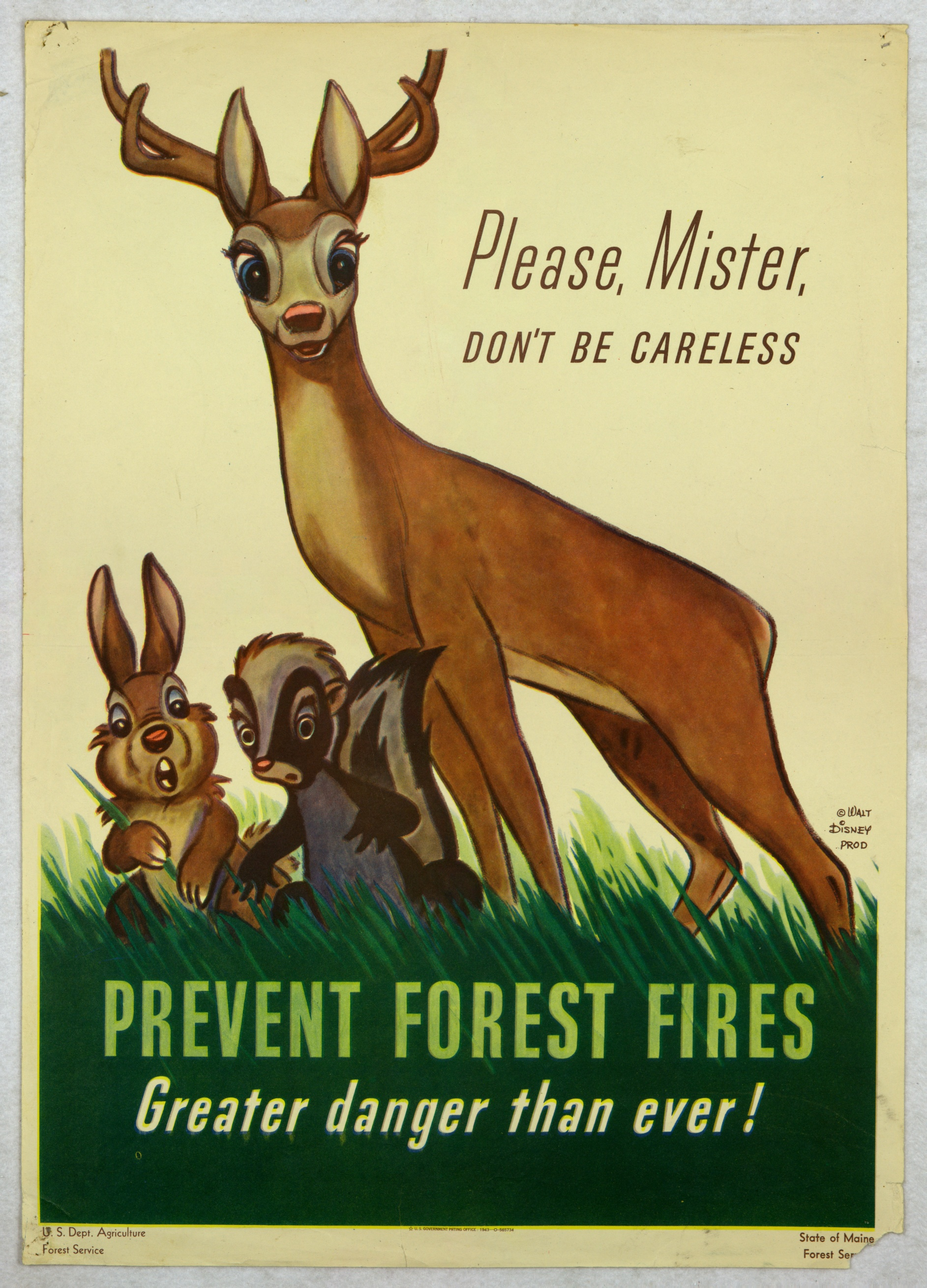
アメリカ合衆国森林局の火災予防のポスター

舞台は北アメリカ大陸に、主人公のバンビはヨーロッパの原作での小型のノロジカから、北米の大型のアカシカに置き換えられている。続編は『バンビ2 森のプリンス』（2006年）。
次作『ラテン・アメリカの旅』以降はオムニバス映画が6作制作されるようになり、8年後の『シンデレラ』まで長編アニメーション作品は現れなかった。

## あらすじ

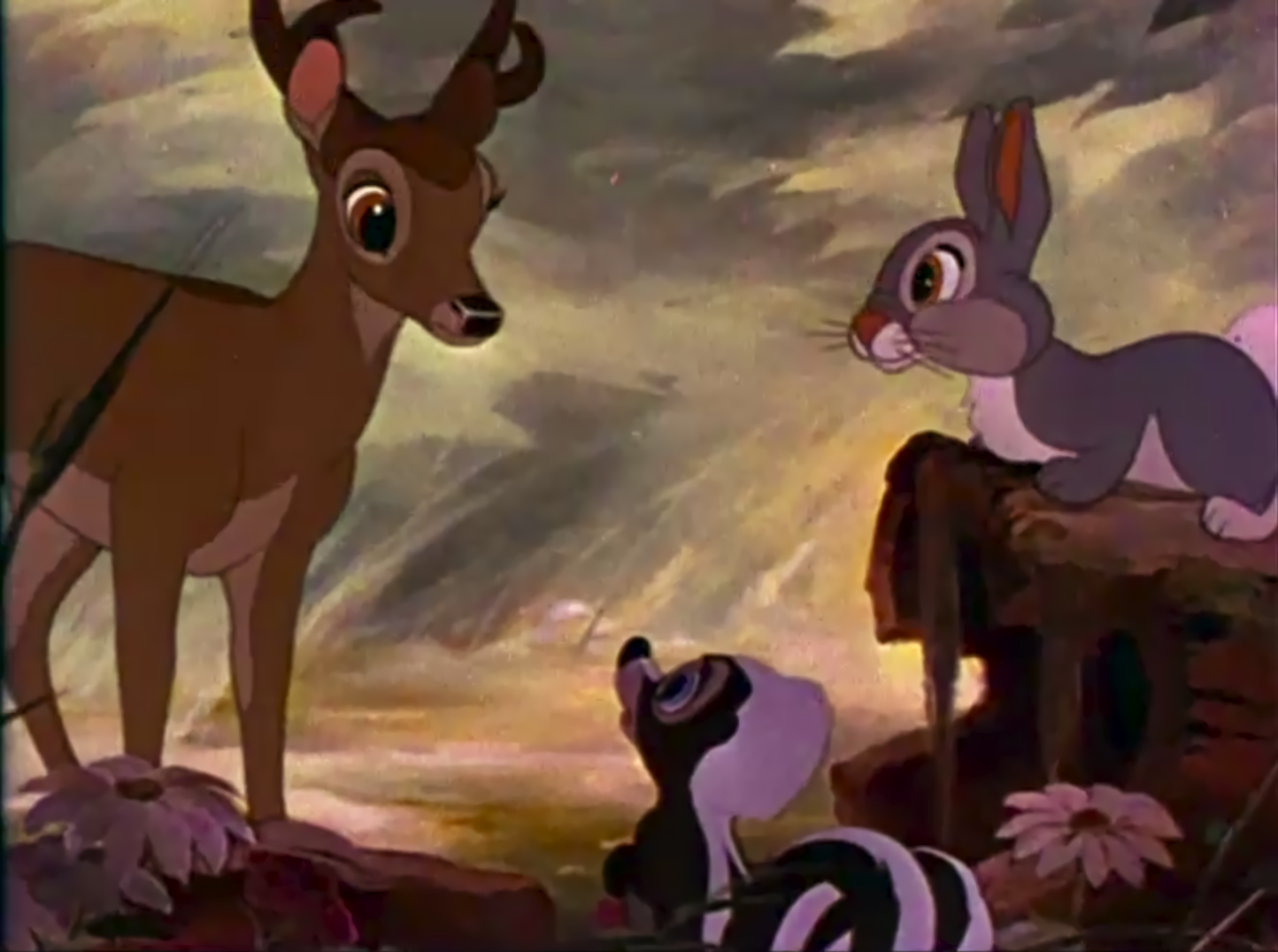
映画「バンビ」の劇場予告編。左からバンビ、フラワー、とんすけ、

ある春の朝、森の王様の子供としてバンビが生まれる。バンビは仔兎のとんすけ/タンパーやスカンクのフラワーと友人になり、また牝の仔鹿ファリーンとも仲良しになった。夏、秋、冬と季節を経てバンビはすくすくと成長していくが、その冬の春の手前に母は人間に殺されてしまう。悲しみに暮れるバンビの前に現れたのは、森の王様であるバンビの父だった。バンビの父はバンビに母はもう戻らないと告げるとバンビを連れて森の王にすべく導いていく。大人になった春にバンビは同じく大人になったとんすけ/タンパーやフラワー、ファリーンと再会。同時にファリーンと恋に落ちるが、他の雄鹿とファリーンを巡って争うことになる。争いに勝ったバンビはファリーンとの間により強い愛を育んでいくことになる。その晩秋、再び人間が森に押し寄せ、森の動物たちを銃で狙うようになる。キャンプの火の不始末で山火事が起きる。バンビは足を撃たれて立たないでいるが、そこに現れたバンビの父に励まされ、立ち上がり炎から辛くも逃げる。山火事から逃げた動物たちは川の中洲に集まり、それぞれの無事を確認するが、バンビもそこでファリーンと無事に再会する。その翌年の春、バンビとファリーンの間に双子の子鹿が産まれ、そこには子供を連れたとんすけ/タンパーやフラワーといった多くの森の動物たちが集まり、祝福を受ける中、バンビは遠い位置から父と共にそれを見届けると、森の王の地位を父から受け継いだ。

## 登場キャラクター
バンビ（Bambi）
森の王子。母親の愛情をいっぱいに受けて育ってきたため、甘えん坊な上、異性のファリーンに対しては緊張して声も出せないシャイな一面もある。
しかし突然母が殺され、しおれていた所を森の王である父に諭されてからは王子としての自覚を持つ様になり、心身共に見違える程強く逞しく成長、他の牡鹿に迫られていたファリーンを肉弾戦の上救うまでになるが、シャイでファリーンに押され気味なのは相変らずの様である。
山火事が発生した時は、危険を顧みず森の仲間達を救い出す。こうして立派に成長した彼は、数年後父から王位を受け継ぐ。
とんすけ（Thumper）
バンビと最初に親友になった仔兎。明朗で愛嬌がある。脚を叩いて鳴らすのが特技。この特技は彼の子供にも受け継がれている。
フラワー（Flower）
スカンク。雄であるが、その名の通り花が好きで物腰が柔らかく少々女っぽい性格。冬は冬眠しているため、出番は少なめ。初公開版ではハナ（花）と呼ばれていた。
ファリーン（Faline）
雌の子鹿。バンビとは対照的に明るく人なつっこい性格。幼い頃からバンビの事を好いており、積極的に接している。
年頃の娘に成長した後、好きでもない別の牡鹿にしつこく言い寄られていた所をバンビに救われたのをきっかけに、恋愛を成就させる。
森の女王（Great Princess of the Forest）
バンビの母親。美しく大変優しい性格で、息子であるバンビを愛情一杯に育てるが、物語の途中人間達に殺害されてしまう。
森の王様（Great Prince of the Forest）
バンビの父親で、森に住む生き物の中で一番長生きしていると言う。強く賢く勇ましい、王者の名に恥じぬ貫禄の持ち主。
妻なき後、バンビを厳しくも暖かく見守り、バンビが森の王の後継者として立派に成長していく手助けをしている。台詞は少ない。
フクロウ（Friend Owl）
作中の描写では森の王様に次いで高齢なフクロウで、森の長的な役割を果たしている。
番いの鳥がいなくずっと独り身であり、そのせいか毎年春になると来る恋の季節を「うかれ頭」と言ってひがんでいるような節がある。

## キャスト
| 役名         | 原語版声優                     | 日本語吹き替え | 日本語吹き替え                                            |
| 役名         | 原語版声優                     | 初公開版       | ソフト版                                                  |
| ------------ | ------------------------------ | -------------- | --------------------------------------------------------- |
| バンビ       | 大人: ジョン・サザーランド     | 田中明夫       | 依田有滋                                                  |
| バンビ       | 青年: ハーディー・オルブライト | 田中明夫       | 依田有滋                                                  |
| バンビ       | 少年: ドニー・ドゥナガン       | 佐々木清和     | 林勇                                                      |
| バンビ       | 子供: ボビー・スチュワート     | 吉岡正和       | 林勇                                                      |
| とんすけ     | ティム・デイヴィス             | 小林桂樹       | 奥田英太郎                                                |
| とんすけ     | 子供: ピーター・ベーン         | 滝勝彦         | 稲葉祐貴                                                  |
| フラワー     | スターリング・ホロウェイ       | 永六輔         | 小野晃弘                                                  |
| フラワー     | 青年: ティム・デイヴィス       | 永六輔         | 小野晃弘                                                  |
| フラワー     | 子供: スタン・アレクサンダー   | 平尾力也       | 湯沢真伍                                                  |
| ファリーン   | アン・ギリス                   | 津村悠子       | 加藤陵子                                                  |
| ファリーン   | 子供: カミー・キング           | 橋爪次子       | 押谷芽衣                                                  |
| 森の王様     | フレッド・シールズ             | 小沢栄太郎     | 岸野幸正                                                  |
| 森の女王     | ポーラ・ウィンスロー           | 丹阿弥谷津子   | 杉村理加                                                  |
| フクロウ     | ウィル・ライト                 | 春風亭柳橋     | 熊倉一雄                                                  |
| ミセス・ヘア | マーガレット・リー             |                | 太田淑子                                                  |
| エナおばさん | メアリー・ランシング           |                | 小宮和枝                                                  |
| 母オポッサム | メアリー・ランシング           |                |                                                           |
| ミス・バニー | セルマ・ハバード               |                |                                                           |
| ハイイロリス | スチュアート・アーウィン       |                | 曽我部和恭                                                |
| ウズラ       | セルマ・ボードマン             |                |                                                           |
| 脅えるキジ   | セルマ・ボードマン             |                |                                                           |
| モグラ       | オーティス・ハーラン           |                | 八代駿                                                    |
| ウシガエル   | クラレンス・ナッシュ           |                | 八代駿                                                    |
| その他       |                                |                | 丸山真奈実 村中実枝 江碕玲菜 神谷友介 明石依里子 縄田麻央 |

- 初公開版：1957年劇場公開

※この日本語版は「わんわん物語」（1956年版）と同時に録音された。
- ソフト版：1993年製作、同年11月19日、ブエナ ビスタ ジャパンより発売

## スタッフ

### 映像制作
| 製作                                       | ウォルト・ディズニー |
| 原作                                       | フェリックス・ザルテン |
| 脚本                                       | ラリー・モーリー、ジョージ・スターリング、メルヴィン・ショウ、カール・フォールバーグ、チャック・カウチ、ラルフ・ライト |
| 脚本監督                                   | パース・ピアース |
| 音楽                                       | フランク・チャーチル、エドワード・H・プラム |
| 楽曲                                       | チャールズ・ウォルコット、ポール・J・スミス |
| コーラス編曲                               | チャールズ・ヘンダーソン |
| オーケストラ指揮                           | アレキサンダー・スタイナート |
| バンビ（子供）担当作画監督                 | フランク・トーマス |
| バンビ（大人）担当作画監督                 | ミルト・カール |
| とんすけ（子供）担当作画監督               | オリー・ジョンストン |
| とんすけ（大人）担当作画監督               | トラヴィス ジョンソン |
| ファリーン、森の王様、フクロウ担当作画監督 | エリック・ラーソン |
| レイアウト                                 | トム・コドリック、ロイド・ハーティング、デイヴィッド・ヒルバーマン、マクラーレン・スチュワート、アル・ジンネン、グレン・スコット、クルト・パーキンス |
| バンビ、とんすけ担当原画                   | マーク・デイヴィス |
| 原画                                       | プレストン・ブレア､ベルナール・ガルバット、ビル・ジャスティス、ドン・ラスク、レッタ・スコット、ケン・ハルトグレン、ケン・オブライエン、ルイ・シュミット、ジャック・ブラッドベリー フィル・ダンカン、ジョージ・ローリー、アート・パーマー、アート・エリオット、ポール・ブッシュ、ラース・カロニアス、ジョン・デーナー、ポール・フィッツパトリック（ミリセント・パトリックの夫）、ジョージ・ゲッパー、フランクリン・グラウンディーン ハリー・ハムセル |
| エフェクト原画                             | マイルス・E・ピケ、エドウィン・アーダル、ジェローム・ブラウン、ラッド・ケース、ユーゴ・ドルジ、ラス・ダイソン、ジェームズ・エスカランテ、ジョゼフ・ゲイク、ジョー・ハーボー |
| 美術監督                                   | ロバート・コーマック、ジョン・ハブリー、ディック・ケルシー |
| 背景                                       | マール・T・コックス、タイラス・ウォン、アート・ライリー、ロバート・マッキントッシュ、トラヴィス・ジョンソン、W・リチャード・アンソニー、スタン・スポーン、レイ・ハッファイン、エド・レヴィット、ジョー・スターリー |
| 撮影                                       | ボブ・ブロートン |
| 音響監督                                   | C・O・スライフィールド |
| 音響効果                                   | ジム・マクドナルド |
| 編集                                       | ジャック・アトウッド |
| 助監督                                     | マイク・ホロボッフ、ボブ・オーグル |
| アニメーション制作                         | ウォルト・ディズニー・プロダクション |
| 演出                                       | ジェームズ・アルガー、ビル・ロバーツ、ノーマン・ライト、サム・アームストロング、ポール・サターフィールド、グレアム・ハイド |
| 監督                                       | デイヴィッド・ハンド |
| 配給                                       | RKO |

### 日本語版音声制作
≪初公開版≫ ※通算二度目の公開時より使用
| 総指揮     | ジョン・A・カッティング |
| 製作・台本 | 田村幸彦                |
| 監督       | 三木鶏郎                |
| 編集       | 上田忠雄                |

≪ソフト版≫
| 脚本翻訳     | 加賀るう                                    |
| 演出         | 大森健次郎                                  |
| 音楽演出     | 片桐和子                                    |
| 録音制作     | スタジオ・エコー                            |
| 日本語版制作 | DISNEY CHARACTER VOICES INTERNATIONAL, INC. |

## 挿入歌
| 曲名                                                                                 | 作詞             | 翻訳詞   | 作曲                 | 歌手                                    |
| ------------------------------------------------------------------------------------ | ---------------- | -------- | -------------------- | --------------------------------------- |
| 愛のうたごえ Love is a Song                                                          | ラリー・モーレー | 片桐和子 | フランク・チャーチル | ティム・デイヴィス ディーン・ハリントン |
| 4月の雨 Little April Showers                                                         | ラリー・モーレー | 片桐和子 | フランク・チャーチル | ディーン・ハリントン                    |
| 春のしらべ Let's Sing a Gay Little Spring Song                                       | ラリー・モーレー | 片桐和子 | フランク・チャーチル | ディーン・ハリントン                    |
| ルッキング・フォー・ロマンス (あなたに歌を) Looking for Romance (I Bring You a Song) | ラリー・モーレー | 片桐和子 | フランク・チャーチル | ジョン・サザーランド アン・ギリス       |

## 漫画
1952年に手塚治虫著で描き下ろし漫画単行本として鶴書房から出版された。2005年に約50年ぶりに復刻され、日の目を見ることとなった。復刻版なので、昔の仮名遣いのままである。
- 『バンビ（鶴書房）』全1巻
- 『手塚治虫のディズニー漫画 バンビ・ピノキオ（講談社）』全1巻

## その他
2018年、アメリカ合衆国ミズーリ州ローレンス郡の裁判官は、シカの密猟者に対し禁錮1年の判決とともに、アニメ映画「バンビ」を月に一度、鑑賞するよう指示した。